# Oreothalia spinitarsis
Oreothalia spinitarsis är en tvåvingeart som beskrevs av Wilder 1981. Oreothalia spinitarsis ingår i släktet Oreothalia och familjen dansflugor.
Artens utbredningsområde är Washington. Inga underarter finns listade i Catalogue of Life.